# Cohors I Hamiorum (Syria)
Die Cohors I Hamiorum [milliaria] [civium Romanorum] (deutsch 1. Kohorte aus Hama [1000 Mann] [der römischen Bürger]) war eine römische Auxiliareinheit. Sie ist durch zwei Inschriften belegt.

## Namensbestandteile
- Cohors: Die Kohorte war eine Infanterieeinheit der Auxiliartruppen in der römischen Armee.

- I: Die römische Zahl steht für die Ordnungszahl die erste (lateinisch prima). Daher wird der Name dieser Militäreinheit als Cohors prima .. ausgesprochen.

- Hamiorum: aus Hama. Die Soldaten der Kohorte wurden bei Aufstellung der Einheit aus der Stadt Hama und Umgebung rekrutiert.

- milliaria: 1000 Mann. Je nachdem, ob es sich um eine Infanterie-Kohorte (Cohors milliaria peditata) oder einen gemischten Verband aus Infanterie und Kavallerie (Cohors milliaria equitata) handelte, lag die Sollstärke der Einheit entweder bei 800 oder 1040 Mann. Der Zusatz kommt in einer Inschrift[1] vor.

- civium Romanorum: der römischen Bürger. Den Soldaten der Einheit war das römische Bürgerrecht zu einem bestimmten Zeitpunkt verliehen worden. Für Soldaten, die nach diesem Zeitpunkt in die Einheit aufgenommen wurden, galt dies aber nicht. Sie erhielten das römische Bürgerrecht erst mit ihrem ehrenvollen Abschied (Honesta missio) nach 25 Dienstjahren. Der Zusatz kommt in einer Inschrift[2] vor.

Da es keine Hinweise auf den Namenszusatz equitata (teilberitten) gibt, ist davon auszugehen, dass es sich um eine Cohors milliaria peditata, eine reine Infanterie-Kohorte, handelt. Die Sollstärke der Einheit lag bei 800 Mann, bestehend aus 10 Centurien mit jeweils 80 Mann.

## Geschichte
Die Kohorte war im 2. Jhd. n. Chr. in der Provinz Syria stationiert. Sie ist durch zwei Inschriften nachgewiesen, von denen die eine ihre Stationierung in Syria belegt.

## Standorte
Standorte der Kohorte sind nicht bekannt.

## Angehörige der Kohorte
Folgende Angehörige der Kohorte sind bekannt:
- Marcus Valerius Maximianus, ein Präfekt
- Flavius Cornelius Rufinus (CIL 13, 3684)